# Avantika Vandanapu
Avantika Vandanapu (Union City, California, 25 de enero de 2005), a veces conocida simplemente como Avantika, es una actriz y bailarina estadounidense. Ha trabajado en varias películas indias, predominantemente en lengua telugu, además de en anuncios publicitarios. En 2021, protagonizó la película original de Disney Channel Spin. También fue la segunda ganadora del reality show de Zee TV Dance India Dance Lil Masters North America.

## Primeros años
Vandanapu nació en una familia Telugu en Union City, California. Su familia es originaria de Hyderabad, en Telangana (India), y emigró a Estados Unidos. Tomó clases de teatro en el American Conservatory Theater.

## Carrera
En 2014, Vandanapu obtuvo el segundo puesto en el Dance India Dance Lil Masters (North America Edition)
Vandanapu entró en el cine telugu en 2015 y fue contratada para dos películas. Fue seleccionada para interpretar el papel de Chutki en 14 Reels Entertainment's Krishna Gaadi Veera Prema Gaadha, que se estrenó en febrero de 2016. Sin embargo, debido a los conflictos de programación, no pudo continuar con la película. Vandanapu debutó oficialmente como artista infantil en Brahmotsavam, protagonizada por Mahesh Babu, Kajal Aggarwal, Samantha y Pranitha Subhash, cuyo rodaje comenzó el 16 de septiembre de 2015. A continuación, apareció en la película de Chandra Shekhar Yeleti, Manamantha. Más tarde, firmó para Premam, protagonizada por Naga Chaitanya y Shruti Hassan, en la que interpreta a la versión más joven de Madonna Sebastian.
En 2021, Vandanapu interpretó el papel principal de Rhea Kumar en la película original de Disney Channel Spin, protagonizada por Meera Syal, Abhay Deol, Aryan Simhadri, Michael Bishop, Jahbril Cook, Anna Cathcart y Kerri Medders.
En 2024, Avantika interpretó el papel de Karen Shetty en la película Mean Girls, basada en el musical de Broadway y la película del 2004 del mismo nombre. 

## Filmografía

### Películas
| Año  | Película                       | Personaje          | Idioma | Notas                              | Ref.   |
| ---- | ------------------------------ | ------------------ | ------ | ---------------------------------- | ------ |
| 2016 | Brahmotsavam                   | Babu primo         | Telugu |                                    |        |
| 2016 | Manamantha                     | Swathi             | Telugu |                                    |        |
| 2016 | Premam                         | Young Sindhu       | Telugu |                                    |        |
| 2017 | Rarandoi Veduka Chudham        | Joven Bhramarambha | Telugu |                                    |        |
| 2017 | Balakrishnudu                  | Young Aadhya       | Telugu |                                    |        |
| 2017 | Oxígeno                        | Avanthika          | Telugu |                                    |        |
| 2018 | Agnyaathavaasi                 | Sampath hija       | Telugu |                                    |        |
| 2020 | Mira, Detective Real           | Kamala             | Inglés | Recurrente Doblaje                 |        |
| 2020 | Diario de un Presidente Futuro | Monyca             | Inglés | Recurrente Doblaje (Temporada uno) |        |
| 2021 | Spin                           | Rhea Kumar         | Inglés | Papel principal                    | [ 10 ] |
| 2021 | Boomika                        | Boomika            | Tamil  | Tamil Debut                        | [ 11 ] |
| 2022 | Senior Year                    | Janet              | Inglés |                                    | [ 12 ] |
| 2024 | Mean Girls                     | Karen Shetty       | Inglés |                                    | [ 13 ] |
| 2024 | Tarot                          | Paige              | Inglés |                                    |        |

### Series
- Diario de un Presidente Futuro
- Mira, Detective Real